# Campionati del mondo di ciclismo su strada 2004 - Cronometro femminile Elite
La cronometro femminile Elite dei Campionati del mondo di ciclismo su strada 2004 fu corsa il 28 settembre 2004 in Italia, nei dintorni di Bardolino, su un percorso totale di 24,05 km. L'oro andò alla svizzera Karin Thürig, che vinse la gara con il tempo di 30'53"65 alla media di 46,708 km, l'argento alla tedesca Judith Arndt e il bronzo alla russa Zulfia Zabirova.

## Classifica (Top 10)
| Pos. | Corridore          | Squadra     | Tempo     |
| ---- | ------------------ | ----------- | --------- |
| 1    | Karin Thürig       | Svizzera    | 30'53"65  |
| 2    | Judith Arndt       | Germania    | a 51"78   |
| 3    | Zulfia Zabirova    | Russia      | a 56"35   |
| 4    | Joane Somarriba    | Spagna      | a 1'15"73 |
| 5    | Edita Pučinskaitė  | Lituania    | a 1'32"06 |
| 6    | Mirjam Melchers    | Paesi Bassi | a 1'41"97 |
| 7    | Christine Thorburn | Stati Uniti | a 1'44"02 |
| 8    | Priska Doppmann    | Svizzera    | a 1'54"99 |
| 9    | Oenone Wood        | Australia   | a 2'07"95 |
| 10   | Tatiana Guderzo    | Italia      | a 2'11"87 |